# Макаревич, Иван Андреевич
Ива́н Андре́евич Макаре́вич (род. 30 июня 1987, Москва, СССР), также известен как James Oclahoma, — российский актёр театра и кино, музыкант.
Сын музыканта, певца, телеведущего, народного артиста Российской Федерации Андрея Макаревича.

## Биография

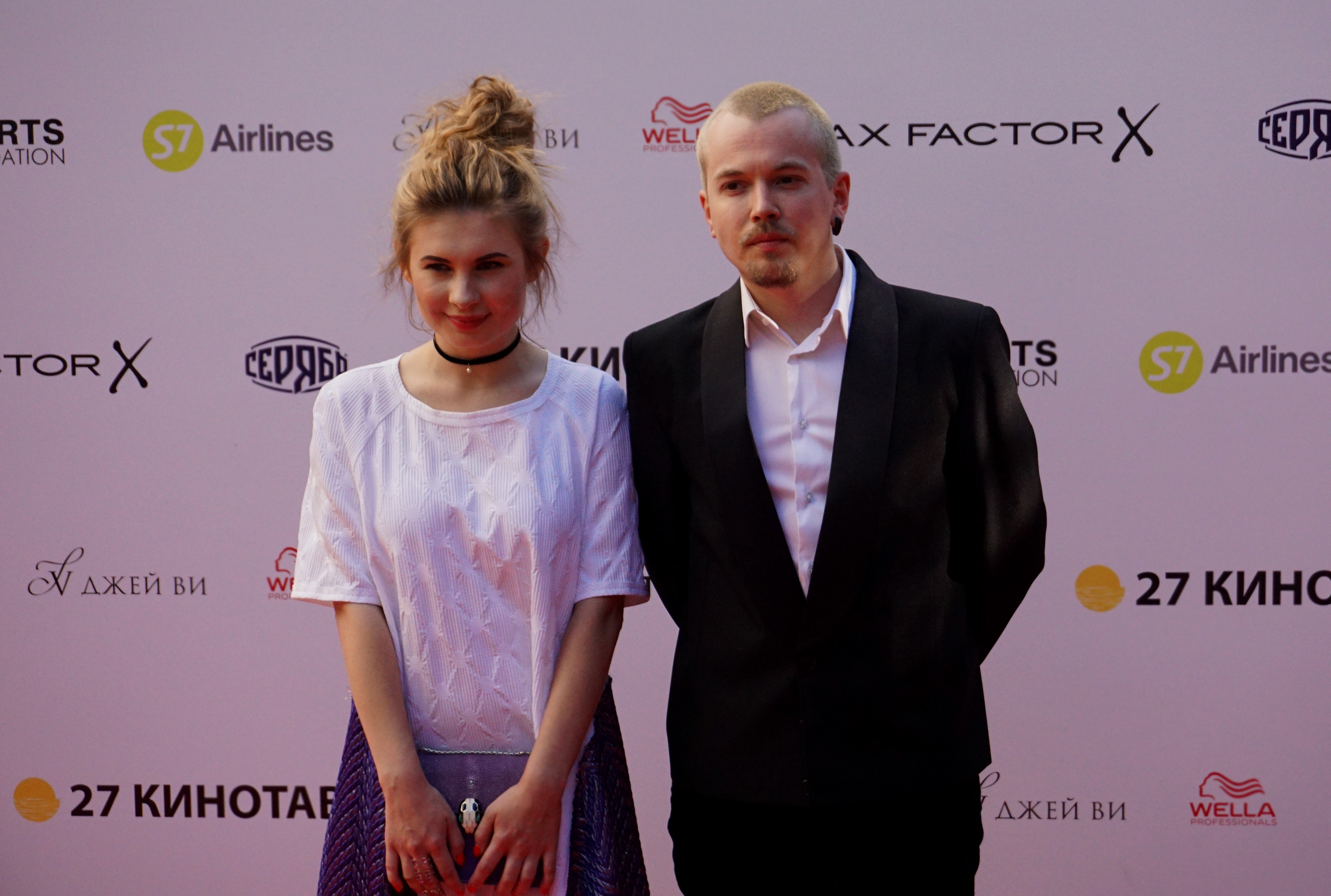
Анна Цуканова-Котт и Иван Макаревич

Иван Андреевич Макаревич родился 30 июня 1987 года в Москве в семье музыканта Андрея Макаревича и Аллы Михайловны Макаревич (Голубкиной), врача-косметолога. Родители Ивана развелись в 1989 году.
С 1993 по 2003 годы Иван учился в гимназии № 45 им. Л. И. Мильграма в Москве, начал заниматься музыкой.
С 2004 по 2005 годы учился в Школе-студии МХАТ (курс Константина Райкина).
Потом перевёлся в Российскую академию театрального искусства (мастерская С. А. Голомазова) и учился там с 2005 года по 2010 год.
Как актёр Иван приобрёл известность благодаря фильмам «Бой с тенью» (2005) в роли Кости и «1814» (2007), где сыграл Ивана Пущина. В 2009 году сыграл юного царя Ивана Грозного в телесериале «Иван Грозный». В 2010 году сыграл молодого Андрея Макаревича в фильме «Дом Солнца».
В 2012 году снялся в продолжении телесериала «Бригада» — «Бригада: Наследник» в главной роли Ивана Белова, сына Саши «Белого». Также снимался в фильме «Метро» в роли помощника машиниста электропоезда. В 2014 году исполнил роль хакера Саши (Ската) в телесериале «Выжить после».
В 2017 году сыграл заглавную роль в клипе группы «Машина Времени» «Пой».
Снялся в нескольких фильмах Григория Константинопольского («Пьяная фирма», «Русский бес», «Гроза», «Клипмейкеры»).
С юности является вегетарианцем. Увлекается созданием модной одежды (в 2017 году выпустил коллекцию под брендом Chipoodl) и дайвингом.

«Сейчас стараюсь ездить с отцом, как только появляется возможность. Это действительно удивительное состояние, ни с чем не сравнимое. Помню своё потрясение, когда я впервые встретил в воде акулу. А когда мы с папой последний раз были в Мексике, я нашёл на глубине очень красивую старинную бутылку, заросшую кораллами. Привёз её в подарок маме, сейчас эта бутылка стоит у нас дома».— Иван Макаревич
.

## Семья
Отец — Андрей Макаревич (род. 11 декабря 1953), советский и российский музыкант, певец, поэт, композитор, лидер и единственный бессменный участник рок-группы «Машина времени», Народный артист Российской Федерации.
Мать — Алла Михайловна Макаревич (Голубкина) (род. 6 октября 1960), врач-косметолог.
Единокровные сёстры и брат (по отцу) — Дана (род. 1975), Анна (род. 23 сентября 2000) и Эйтан (род. 30 марта 2022).

## Творчество

### Фильмография
1. 2005 — Бой с тенью — Костя
2. 2007 — 18-14 — Иван Пущин (Жанно)
3. 2009 — Иван Грозный — Иван Грозный в юности
4. 2009 — Доброволец — Тир
5. 2010 — Дом Солнца — Андрей Макаревич
6. 2012 — Бригада: Наследник — Иван Александрович Белов, сын Саши Белого
7. 2012 — Мой парень — Ангел — Родион
8. 2013 — Метро — Вася, помощник машиниста
9. 2013 — 2016 — Выжить после — Саша Скат, хакер
10. 2014 — Майские ленты — Багет
11. 2014 — Дорога домой — Джокер, стритрейсер
12. 2015 — Так не бывает — Марлен
13. 2016 — Пьяная фирма — Илья Весёлых
14. 2017 — Охота на дьявола — Крылов, сотрудник специального отдела НКВД
15. 2018 — Олеся (короткометражка) — секундант
16. 2018 — Русский бес — Святослав Иванов
17. 2019 — Гроза — Кулигин
18. 2019 — Последний бросок / Lazarat (США) — Энци
19. 2020 — Папа закодировался — Лебедев
20. 2020 — Сюрленд (короткометражка) — Уорд
21. 2020 — Самый Новый год! — папа Саши в молодости
22. 2020 — Мёртвые души — гаишник
23. 2021 — Вне себя — Роберт, фантом Дмитрия, менеджер-жулик
24. 2021 — Солдаут — Жук
25. 2021 — Моя большая тайна — Санчес, старший брат Кати Растопчиной
26. 2022 — Горизонт — Илья
27. 2022 — Люся — Гриша
28. 2022 — Ника — Ларик
29. 2023 — Клипмейкеры — Ганя
30. 2023 — Слово пацана. Кровь на асфальте — Джон

### Театральные работы

#### Московский драматический театр на Малой Бронной
- «Аркадия» — Гас Каверли, Огастес Каверли
- «Киномания.band» (музыкальное шоу) —

#### Театр «Практика»
- «Жара» — Зимородок